# Lothar Berger
Lothar Berger (ur. 31 grudnia 1900 w Halberstadt, zm. 5 listopada 1971 w Bad Schwartau) – niemiecki generał major oraz uczestnik I i II wojny światowej. Służył w armii Cesarstwa Niemieckiego, Reichswehrze i Wehrmachcie. 

## Życiorys
Do wojska trafił 25 marca 1918 roku pod koniec I wojny światowej; służył początkowo w pułku kawalerii. W czasie walk został ranny, powrócił do służby 30 października. Po zawarciu pokoju wersalskiego został przeniesiony do Reichswehry, gdzie służył do emerytury w 1920 roku. Cztery lata później wrócił do służby w kawalerii. W 1934 roku po raz pierwszy powierzono mu dowodzenie kompanią w pułku kawalerii, a następnie batalionem w 1939 roku.
W latach 1940–1943 dowodził batalionem szkolnym, po czym przeniesiono go na dowódcę pułku grenadierów. Od 23 stycznia do 2 lutego 1945 roku był dowódcą Festung Oppeln. Pełnił tę funkcję przez pierwszą fazę obrony Opola. Od 30 marca do 6 kwietnia był przydzielony do 208, a następnie do 75 Dywizji Piechoty, w obu pełnił funkcję dowódcy.
Z dniem kapitulacji Niemiec 8 maja 1945 roku trafił do radzieckiej niewoli, po czym w listopadzie został przekazany Brytyjczykom. Zwolniony w lipcu 1946 roku.
Zmarł 5 listopada 1971 w Bad Schwartau.

## Promocje
- podporucznik – 25 marca 1918
- porucznik – 20 grudnia 1924
- kapitan 1 lipca 1934
- major – 1 grudnia 1938
- podpułkownik – 1 sierpnia 1940
- pułkownik 1 kwietnia 1942
- generał major – 20 kwietnia 1945